# Scambus abjectus
Scambus abjectus là một loài tò vò trong họ Ichneumonidae.